# 薩拉熱窩2000足球會
薩拉熱窩2000足球會（SFK 2000 Sarajevo）是一家波斯尼亞女子足球職業球會，位於薩拉熱窩。球隊目前在波斯尼亞最高級別的波斯尼亞和黑塞哥維那女子超級足球聯賽。球隊成立於2000年6月，球隊名稱取自當時一家處於較低級別的男子足球會，現時已經不存在。
球隊在成立後迅速成為國內的冠軍，及後更統治了國家的女子足球，他們目前已經連續 22 季贏得聯賽錦標。
2015年7月4日，薩拉熱窩2000與男子足會薩拉熱窩足球會簽訂長期合作協定。

## 榮譽
- 波斯尼亞和黑塞哥維那女子超級足球聯賽（英语：Bosnia and Herzegovina Women's Premier League） (23): 2002–03 至 2024–25（紀錄）
- 波斯尼亞和黑塞哥維那女子盃（英语：Bosnia and Herzegovina Women's Football Cup） (20) : (2001–02 或 2002–03), 2003–04, 2005–06 至 2018–19, 2020–21 至 2023–24（紀錄）
- 波斯尼亞和黑塞哥維那女子超級盃 (3): 1998, 2000, 2001（紀錄）

## 外部連結
- 官方网站